# Cherokee County (Alabama)
Cherokee County is een county in de Amerikaanse staat Alabama.
De county heeft een landoppervlakte van 1.433 km² en telt 23.988 inwoners (volkstelling 2000). De hoofdplaats is Centre.